# Pétrosz Ravúszisz
Pétrosz Ravúszisz (görögül: Πέτρος Ραβούσης; 1954. október 1. –) görög válogatott labdarúgó.

## Pályafutása

### Klubcsapatban
1971 és 1976 között a Levadiakósz játékosa volt. 1976-ban az AÉK szerződtette és itt töltötte el pályafutása nagy részét is. 1976 és 1990 között 263 mérkőzésen lépett pályára és 3 alkalommal volt eredményes. Az AÉK színeiben a görög bajnokságot és a görög kupát is egyaránt két-két alkalommal nyerte meg.

### A válogatottban
1976 és 1982 között 22 alkalommal szerepelt a görög válogatottban. Részt vett az 1980-as Európa-bajnokságon.

## Sikerei

### Játékosként
AÉK
- Görög bajnok (2): 1977–78, 1978–79
- Görög kupa (2): 1977–78, 1982–83

### Edzőként
AÉK
- Görög szuperkupa (1): 1996
- Görög kupa (1): 1996–97

## Külső hivatkozások
- Pétrosz Ravúszisz adatlapja a National-Football-Teams.com oldalon (angolul)

- Pétrosz Ravúszisz. eu-football.info